# 4 april
4 april is de 94ste dag van het jaar (95ste in een schrikkeljaar) in de gregoriaanse kalender. Hierna volgen nog 271 dagen tot het einde van het jaar.

## Gebeurtenissen
- Algemeen
  - 2014 - De Tungurahua-vulkaan in Ecuador spuwt tijdens een korte, explosieve uitbarsting een kolom van as tot wel 10 kilometer hoogte de lucht in.
  - 2024 - Een aardbeving met een kracht van 6,0 (volgens de Japanse meteorologische dienst) of 6,1 (volgens USGS en EMSC) op de schaal van Richter treft de Japanse prefectuur Fukushima. Het epicentrum van de beving ligt in zee op ongeveer 111 km afstand van de stad Sendai. Volgens de Amerikaanse geologische dienst USGS is de kans op slachtoffers en schade klein. Er is geen kans op een tsunami.[1]

- Infrastructuur
  - 1923 - Officiële opening van het Wilhelminakanaal.
  - 1994 - Een vliegtuig van KLM Cityhopper stort neer naast de Kaagbaan op Schiphol, met 3 doden tot gevolg.[2]
  - 2018 - Voor het eerst rijdt er een trein (Eurostar) van Londen zonder overstappen naar Rotterdam en Amsterdam.
  - 2023 - Een intercity en een goederentrein botsen op een kleine bouwkraan bij Voorschoten, met één dode en negentien gewonden tot gevolg.[3]

- Kunst en cultuur
  - 1973 - Opening van het World Trade Center in New York.
  - 1988 - Het derde Nederlandse televisienet wordt in gebruik genomen.

- Politiek

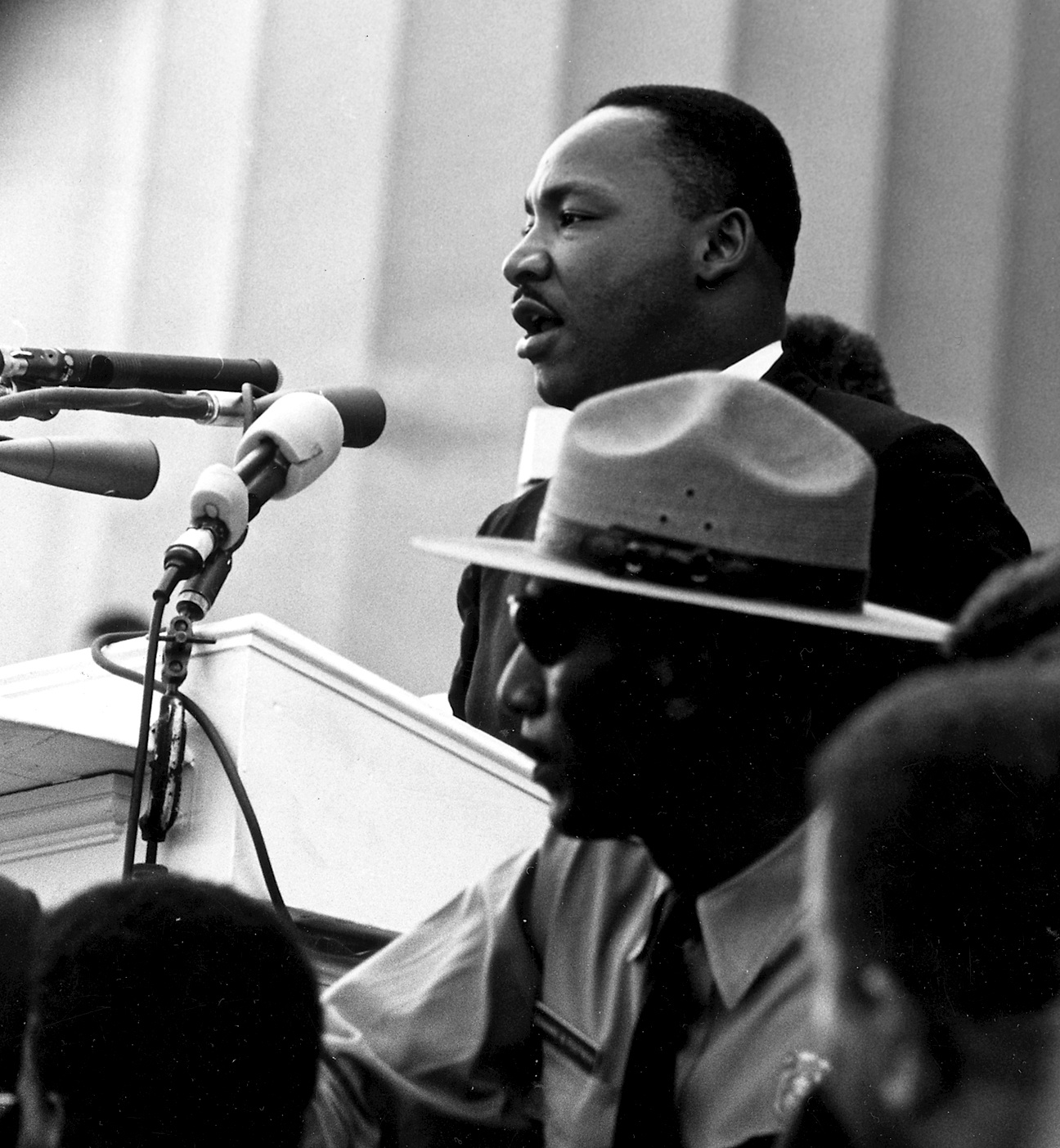
Martin Luther King

  - 1912 - Tibet verklaart zich onafhankelijk van China.
  - 1918 - Het komt in Amsterdam als gevolg van voedselschaarste tot ongeregeldheden.
  - 1949 - Oprichting van de Noord-Atlantische Verdragsorganisatie (NAVO).
  - 1968 - Moord op Martin Luther King door de sluipschutter James Earl Ray.
  - 1979 - Heftige protesten komen uit de hele wereld als bekend wordt dat de Pakistaanse oud-premier Zulfikar Ali Bhutto is opgehangen.
  - 1984 - Een grote politiemacht ontruimt het vrouwenvredeskamp bij de Britse vliegbasis Greenham Common
  - 1997 - 156 lidstaten van de Verenigde Naties ondertekenen het Verdrag Ter Uitbanning Van Mijnen.
  - 2003 - Vodou wordt officieel erkend als godsdienst in Haïti.
  - 2011 - In Haïti wint zanger Michel Martelly, ook bekend als Sweet Micky, de tweede ronde van de presidentsverkiezingen van voormalig first lady Mirlande Manigat.
  - 2012 - Zanger Youssou N'Dour wordt in Senegal benoemd tot minister van Cultuur en Toerisme.[4]
  - 2023 - Finland wordt officieel het 31e lid van de NAVO.[5]
  - 2023 - De Amerikaanse oud-president Donald Trump moet voor het New York Supreme Court verschijnen, op verdenking van 34 strafbare feiten. Het is de eerste keer ooit in de geschiedenis van de Verenigde Staten dat dit met een voormalige president gebeurt. Trump zegt zelf onschuldig te zijn.[6]

- Recreatie
  - 1985 - In de Efteling wordt de attractie Swiss Bob geopend.
  - 1996 - In de Efteling wordt de attractie Villa Volta geopend.

- Sport
  - 1982 - De Belgische wielrenner René Martens wint de klassieker de Ronde van Vlaanderen.
  - 1988 - Trainer Han Berger van FC Utrecht haalt in de uitwedstrijd tegen PEC Zwolle zijn ploeg van het veld als Kevin Young een overtreding begaat, daarbij zelf zijn been breekt en een rode kaart krijgt van scheidsrechter Jan Dolstra. Berger krijgt een schorsing van vier wedstrijden, Young vijf duels.
  - 2018 - Fabio Jakobsen wint zijn eerste belangrijke wielerzege. De Scheldeprijs die in Terneuzen startte werd door hem gewonnen.
  - 2021 - Kasper Asgreen wint de 105e Ronde Van Vlaanderen.

- Wetenschap en technologie
  - 1968 - NASA lanceert de Apollo 6 missie voor een laatste onbemande testvlucht met de Saturnus V raket. De missie verloopt niet helemaal vlekkeloos, maar is wel succesvol.[7]
  - 1969 - Denton Cooley implanteert het eerste kunsthart; de patiënt blijft nog 65 uur in leven.
  - 1975 - Microsoft werd opgericht door Bill Gates en Paul Allen.
  - 1983 - De tweede Spaceshuttle (de Challenger) wordt gelanceerd vanaf Cape Canaveral voor haar eerste vlucht.

## Geboren

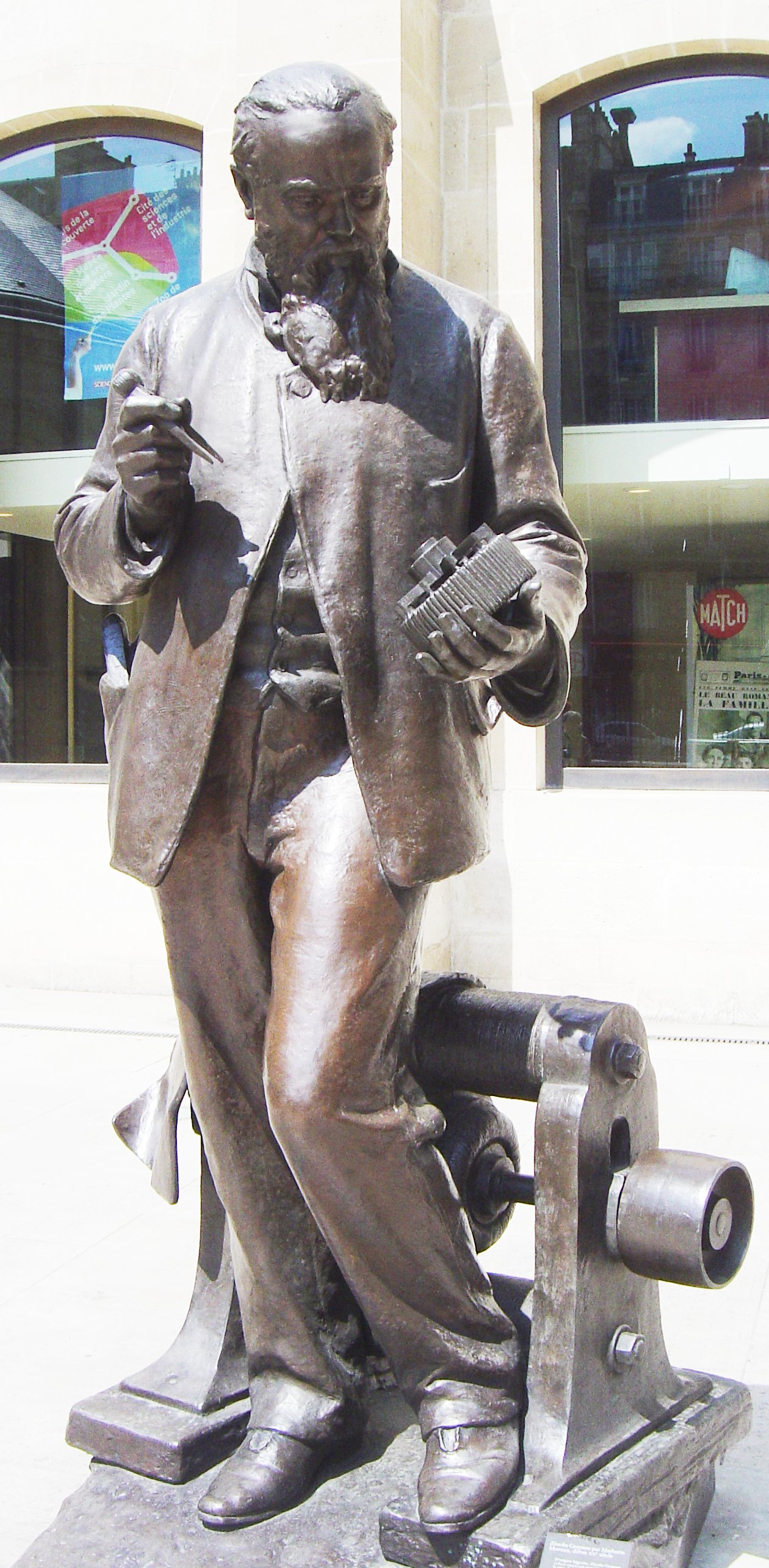
Zénobe Gramme
geboren in 1826

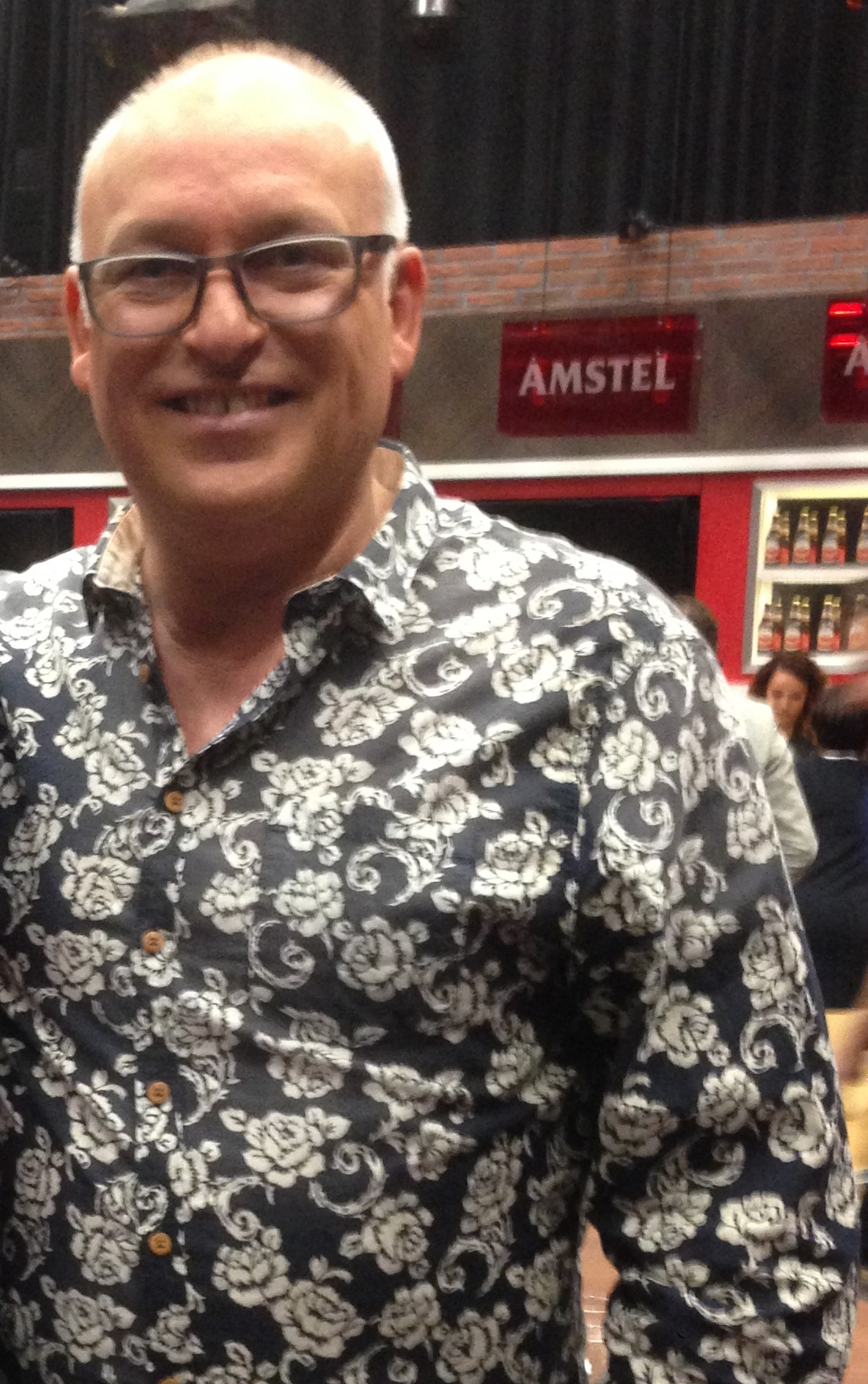
René van der Gijp
geboren in 1961

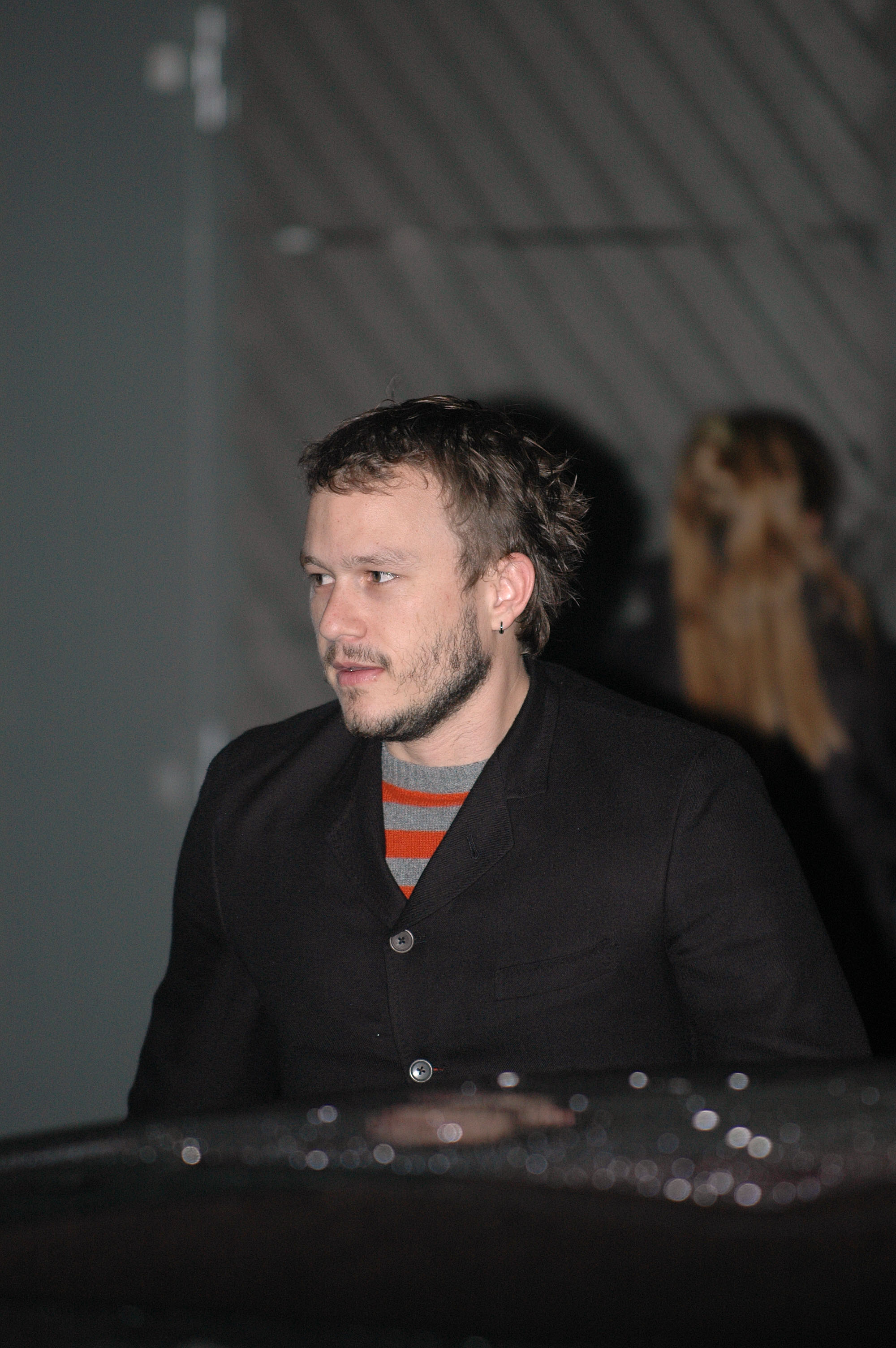
Heath Ledger
geboren in 1979

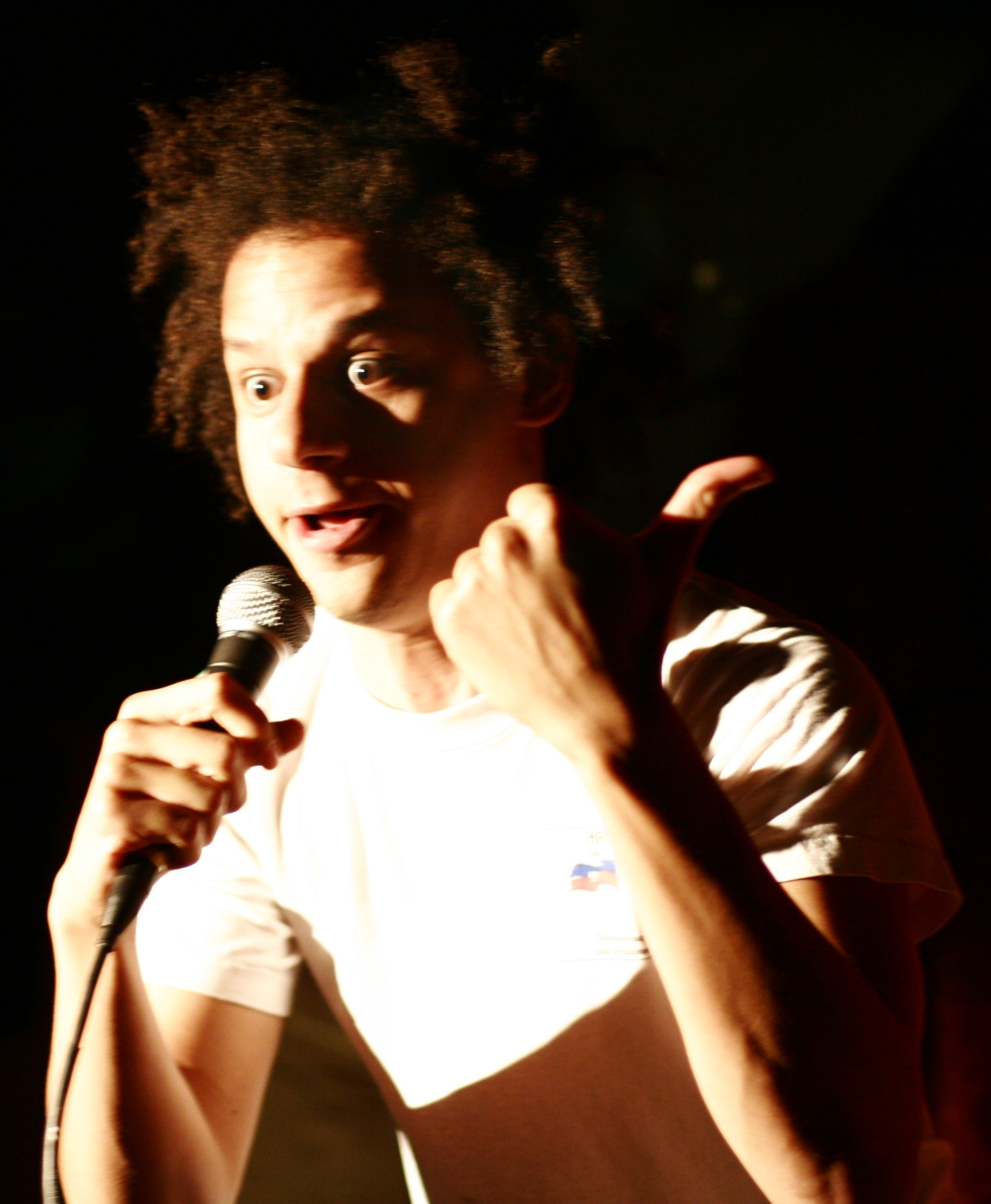
Eric Andre
geboren in 1983

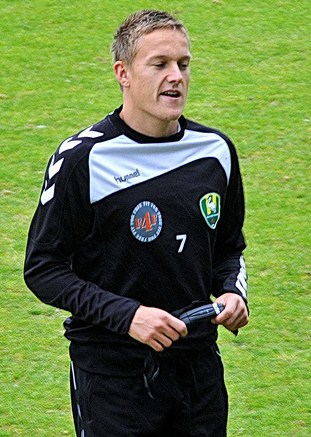
Jens Toornstra
geboren in 1989

- 1339 - Machteld van Lancaster, echtgenote van Willem V van Holland (overleden 1362)
- 1423 - Johan II van Nassau-Saarbrücken, graaf van Saarbrücken (overleden 1472)
- 1758 - Pierre-Paul Prud'hon, Frans kunstschilder en tekenaar (overleden 1823)
- 1758 - John Hoppner, Engels kunstschilder (overleden 1810)
- 1826 - Zénobe Gramme, Belgisch wetenschapper (overleden 1901)
- 1843 - Hans Richter, Hongaars dirigent (overleden 1916)
- 1858 - Remy de Gourmont, Frans schrijver, dichter en criticus (overleden 1915)
- 1869 - Mary Colter, Amerikaans architecte en designer (overleden 1958)
- 1883 - Albert Servaes, Belgisch kunstschilder (overleden 1966)
- 1884 - Isoroku Yamamoto, Japans admiraal (overleden 1943)
- 1897 - Dina Manfredini, Italiaans-Amerikaans honderdplusser, was oudste mens ter wereld (overleden 2012)
- 1899 - Freddie Langeler, Nederlands illustratrice, boekbandontwerpster en tekstschrijfster (overleden 1948)
- 1903 - Daan Thulliez, Belgisch kunstschilder en graficus (overleden 1965)
- 1909 - Werner Stertzenbach, Duits journalist en verzetsstrijder (overleden 2003)
- 1914 - Nel Roos-Lodder, Nederlands atlete (overleden 1996)
- 1915 - Muddy Waters, Amerikaans blueszanger (overleden 1983)
- 1916 - Robert Charpentier, Frans wielrenner (overleden 1966)
- 1918 - Sacco van der Made, Nederlands acteur (overleden 1997)
- 1919 - Betty Bausch-Polak, Nederlands Holocaust-overlevende (overleden 2024)
- 1921 - Albert Bontridder, Belgisch dichter en architect (overleden 2015)
- 1921 - Elizabeth Wilson, Amerikaans actrice (overleden 2015)
- 1922 - João Ferreira (Bigode), Braziliaans voetballer (overleden 2003)
- 1923 - Manon Alving, Nederlands actrice (overleden 2010)
- 1923 - Guus Sundermeijer-Rincker, Nederlands kunstschilderes en textielkunstenares (overleden 2024)
- 1924 - Hugo Byttebier, Belgisch-Argentijns auteur en verzamelaar (overleden 2004)
- 1924 - Alphons Castermans, Nederlands hulpbisschop (overleden 2008)
- 1924 - Bob Christie, Amerikaans autocoureur (overleden 2009)
- 1925 - Dettmar Cramer, Duits voetbalcoach (overleden 2015)
- 1925 - Lenie Keller, Nederlands schoonspringster (overleden 1995)
- 1928 - Josep Maria Forn i Costa, Catalaans acteur, filmproducent en filmregisseur (overleden 2021)
- 1928 - Monty Norman, Brits zanger en componist van filmmuziek (overleden 2022)
- 1928 - Bud Tingelstad, Amerikaans autocoureur (overleden 1981)
- 1931 - Roelof Nelissen, Nederlands politicus en bankier (overleden 2019)
- 1932 - Anthony Perkins, Amerikaans acteur (overleden 1992)
- 1932 - Johanna Reiss, Nederlands jeugdschrijfster
- 1932 - Andrej Tarkovski, Russisch filmmaker (overleden 1986)
- 1933 - Seóirse Bodley, Iers componist, muziekpedagoog en dirigent (overleden 2023)
- 1933 - Frits Bolkestein, Nederlands politicus (overleden 2025)
- 1934 - Richard Lugar, Amerikaans politicus (overleden 2019)
- 1934 - Han Reiziger, Nederlands musicus en presentator (overleden 2006)
- 1935 - Ton Schipper, Nederlands politicus (overleden 2007)
- 1937 - Chris Coenen, Nederlands voetballer (overleden 2023)
- 1937 - Lajos Portisch, Hongaars schaker
- 1938 - Emile Daems, Belgisch wielrenner (overleden 2024)
- 1938 - Johan van der Keuken, Nederlands filmmaker (overleden 2001)
- 1940 - Richard Attwood, Brits autocoureur
- 1940 - Robby Müller, Nederlands cameraman (overleden 2018)
- 1941 - Fathi Eljahmi, Libisch politiek dissident (overleden 2009)
- 1942 - Michel Fourniret, Frans crimineel (overleden 2021)
- 1943 - Wik Jongsma, Nederlands acteur (overleden 2008)
- 1943 - François Martou, Belgisch vakbondsleider (overleden 2009)
- 1943 - Franz Marijnen, Belgisch toneelregisseur (overleden 2022)
- 1943 - Isabel-Clara Simó i Monllor, Catalaans schrijfster (overleden 2020)
- 1944 - Magda Aelvoet, Belgisch politica
- 1944 - Bob McDill, Amerikaans songwriter
- 1944 - Craig T. Nelson, Amerikaans acteur
- 1944 - Erik Pettersson, Zweeds wielrenner
- 1944 - Nelson Prudêncio, Braziliaans atleet (overleden 2012)
- 1945 - Daniel Cohn-Bendit, Duits publicist en politicus
- 1945 - Paul Tant, Belgisch politicus (overleden 2014)
- 1946 - Jane Asher, Brits actrice
- 1946 - Colin Coates, Australisch schaatser en zeiler
- 1946 - Roel Coutinho, Nederlands arts en microbioloog
- 1946 - Dave Hill, Brits rockgitarist
- 1947 - Trea Dobbs, Nederlands zangeres en tekstschrijfster
- 1947 - Wiranto, Indonesisch generaal en politicus
- 1948 - Abdullah Öcalan, leider van de Koerdische beweging in Turkije
- 1950 - John Brack, Zwitsers zanger (overleden 2006)
- 1950 - Pip Pyle, Brits drummer (overleden 2006)
- 1951 - Bernd Schneider, Nederlands uitvinder en wijnhandelaar (overleden 2023)
- 1952 - Rosemarie Ackermann, Duits atlete
- 1952 - Gary Moore, Noord-Iers gitarist (overleden 2011)
- 1952 - Nick Oosterhuis, Nederlands multi-instrumentalist en componist (overleden 2021)
- 1954 - Abdelilah Benkirane, Marokkaans politicus
- 1954 - René Girard, Frans voetballer en voetbalcoach
- 1954 - Cristien Polak, Surinaams diplomate en politica (overleden 2022)
- 1954 - Dave Ulliott, Engels pokerspeler (overleden 2015)
- 1955 - Imrich Bugár, Tsjecho-Slowaaks/Tsjechisch atleet
- 1956 - William Joseph Burns, Amerikaans diplomaat en politicus; sinds 2021 directeur van de CIA
- 1956 - David E. Kelley, Amerikaans producent en schrijver
- 1956 - Vincent van Warmerdam, Nederlands acteur en musicus
- 1957 - Michiel van Kempen, Nederlands schrijver en literatuurhistoricus
- 1958 - Julie Forsyth, Brits zangeres
- 1958 - Greg Foster, Amerikaans atleet (overleden 2023)
- 1958 - John Toro Rendón, Colombiaans voetbalscheidsrechter
- 1958 - Klaas van Urk, Nederlands schrijver en amateur-historicus
- 1959 - Phil Morris, Amerikaans acteur en scenarioschrijver
- 1959 - Sjamil Sabirov, Sovjet-Russisch bokser
- 1960 - Murray Chandler, Brits schaker
- 1960 - Maribelle, Nederlands zangeres
- 1960 - José Peseiro, Portugees voetbalcoach
- 1960 - Hugo Weaving, Australisch acteur
- 1961 - Nico Emonds, Belgisch wielrenner
- 1961 - René van der Gijp, Nederlands voetballer en voetbalanalist
- 1963 - Graham Norton, Iers acteur, komiek en presentator
- 1964 - Elena Altsjoel, Wit-Russisch damster
- 1964 - Satoshi Furukawa, Japans ruimtevaarder
- 1964 - Cláudio Ibrahim Vaz Leal (Branco), Braziliaans voetballer
- 1964 - Jeremy McWilliams, Noord-Iers motorcoureur
- 1964 - Paul Parker, Engels voetballer
- 1964 - Wouter van Rijn, Nederlands schaker
- 1965 - Robert Downey jr., Amerikaans acteur
- 1966 - Finn Christian Jagge, Noors alpineskiër (overleden 2020)
- 1966 - Cees van Rootselaar, Nederlands basketballer en basketbalcoach
- 1967 - Juli Furtado, Amerikaans wielrenster en mountainbikester
- 1967 - Edith Masai, Keniaans atlete
- 1968 - Bert Brinkman, Nederlands waterpoloër
- 1968 - Roberto Colciago, Italiaans autocoureur
- 1968 - Darren Law, Amerikaans autocoureur
- 1968 - Xue Ruihong, Chinees langebaanschaatsster
- 1969 - Dennis de Nooijer, Nederlands voetballer
- 1969 - Gérard de Nooijer, Nederlands voetballer
- 1969 - Jacco Verhaeren, Nederlands zwemtrainer
- 1970 - Barry van Galen, Nederlands voetballer
- 1970 - Jelena Jelesina, Russisch hoogspringster
- 1971 - Najib Amhali, Marokkaans-Nederlands cabaretier
- 1972 - Isabelle Brinkman, Nederlands televisiepresentatrice
- 1972 - Jerome Damon, Zuid-Afrikaans voetbalscheidsrechter
- 1973 - David Blaine, Amerikaans goochelaar
- 1973 - Loris Capirossi, Italiaans motorcoureur
- 1973 - Peter Hoekstra, Nederlands voetballer
- 1973 - Joel Lautier, Frans schaker
- 1973 - Sven Vermant, Belgisch voetballer
- 1974 - Driss El Himer, Marokkaans-Frans atleet
- 1974 - Chris McCormack, Australisch triatleet
- 1975 - Thierry Cygan, Frans voetballer
- 1975 - Nelson Freitas, Nederlands zanger
- 1975 - Josh Hayes, Amerikaans motorcoureur
- 1976 - Emerson Ferreira da Rosa (Emerson), Braziliaans voetballer
- 1976 - Tania Prinsier, Belgisch presentatrice
- 1976 - Aram van de Rest, Nederlands acteur
- 1976 - Albert-Jan Sluis, Nederlands dj
- 1977 - JJC (Abdul Rasheed Bello), Nigeriaans rapper
- 1978 - Santiago Lorenzo, Argentijns atleet
- 1978 - Patrick Martens, Nederlands acteur en televisiepresentator
- 1979 - Heath Ledger, Australisch acteur (overleden 2008)
- 1980 - José Monroy, Portugees autocoureur
- 1980 - Mark Tuitert, Nederlands schaatser
- 1981 - Anna Pjatych, Russisch atlete
- 1982 - Rémi Pauriol, Frans wielrenner
- 1983 - Eric Andre, Amerikaans acteur en komiek
- 1984 - Thomas Lövkvist, Zweeds wielrenner
- 1984 - Karen Venhuizen, Nederlands kunstschaatsster
- 1984 - Arkadi Vjatsjanin, Russisch zwemmer
- 1985 - Wim Raymaekers, Belgisch voetballer
- 1985 - Bram Rouwen, Nederlands atleet
- 1985 - Dudi Sela, Israëlisch tennisser
- 1986 - Labinot Harbuzi, Zweeds voetballer (overleden 2018)
- 1986 - Maurice Manificat, Frans langlaufer
- 1986 - Ivan Oechov, Russisch atleet
- 1986 - Nadja Olthuis, Nederlands voetbalster
- 1986 - Jason Richardson, Amerikaans atleet
- 1986 - Alexander Tettey, Ghanees-Noors voetballer
- 1987 - Francesco Castellacci, Italiaans autocoureur
- 1987 - Robert Jones, Engels voetbalscheidsrechter
- 1987 - Sami Khedira, Duits voetballer
- 1987 - McDonald Mariga, Keniaans voetballer
- 1988 - Alison Michelle Thompson, Amerikaans pornografisch actrice
- 1989 - Vurnon Anita, Nederlands-Curaçaos voetballer
- 1989 - Jonathan Paredes, Colombiaans wielrenner (overleden 2025)
- 1989 - Jens Toornstra, Nederlands voetballer
- 1991 - Jamie Lynn Spears, Amerikaans zangeres en actrice
- 1991 - Marlon Stöckinger, Filipijns-Zwitsers autocoureur
- 1993 - Oskars Ķibermanis, Lets bobsleeër
- 1993 - Lorenzo Savadori, Italiaans motorcoureur
- 1994 - Darnell Fisher, Engels voetballer
- 1994 - Gregor Mühlberger, Oostenrijks wielrenner
- 1995 - Dmitri Balandin, Kazachs zwemmer
- 1995 - Walace, Braziliaans voetballer
- 1996 - Jeanne Goursaud, Duits-Frans actrice
- 1996 - Austin Mahone, Amerikaans zanger
- 1996 - William Spetz, Zweeds acteur
- 1996 - Nikita Zlobin, Russisch autocoureur
- 1998 - Philippine Zadéo, Frans zangeres
- 1999 - Flinn Lazier, Amerikaans autocoureur
- 2001 - Pommelien Thijs, Belgisch actrice, presentatrice en zangeres
- 2002 - Aaron Bastiaans, Nederlands voetballer
- 2002 - Féli Delacauw, Belgisch voetbalster
- 2003 - Jannes Heuvelmans, Nederlands zanger en acteur

## Overleden

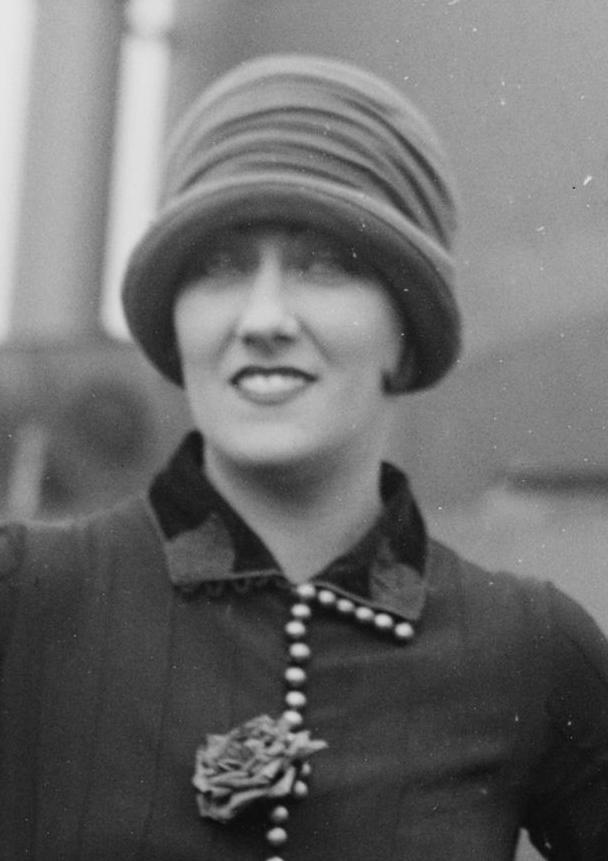
Gloria Swanson
overleden in 1983

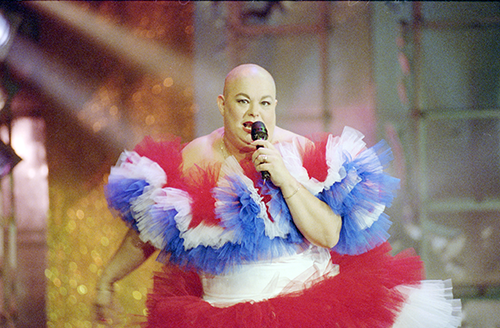
Sugar Lee Hooper
overleden in 2010

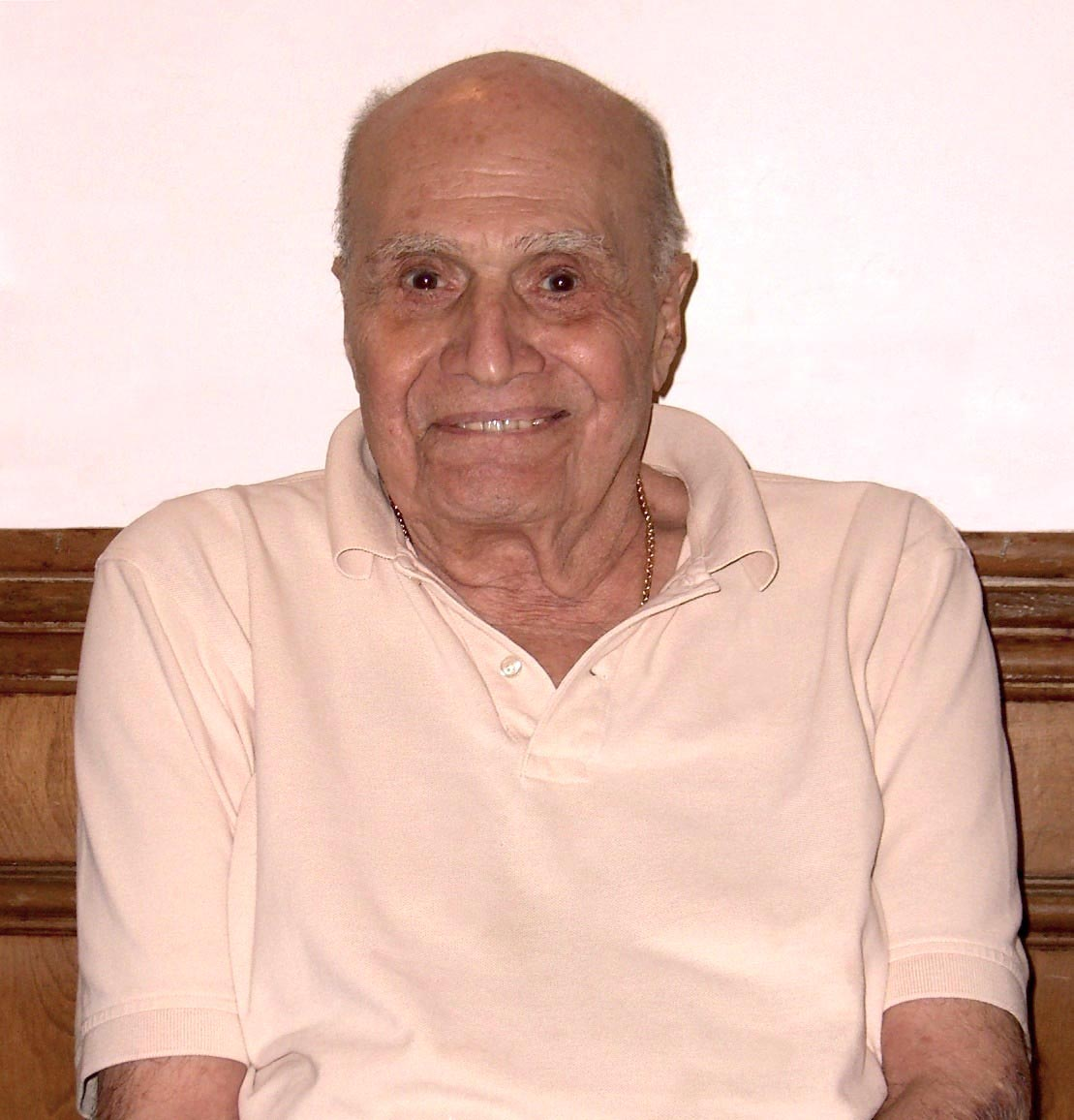
Carmine Infantino
overleden in 2013

- 397 - Ambrosius van Milaan (58), bisschop en kerkvader
- 636 - Isidorus van Sevilla (ca. 76), Spaans aartsbisschop, encyclopedieschrijver en heilige
- 1266 - Johan I van Brandenburg (ca. 53), markgraaf van Brandenburg
- 1284 - Alfons X van Castilië (62), koning van Castilië en León
- 1292 - Paus Nicolaas IV (64)
- 1546 - Ruy López de Villalobos (ca. 46), Spaans ontdekkingsreiziger
- 1585 - Caspar de Robles (57), Portugees(-Spaans) stadhouder van Friesland
- 1588 - Frederik II van Denemarken (53), koning van Denemarken en Noorwegen
- 1609 - Carolus Clusius (83), Belgisch arts en bioloog
- 1703 - Filips van Palts-Sulzbach (74), Oostenrijks maarschalk
- 1741 - Victor Amadeus I van Savoye-Carignano (51), prins van Savoye
- 1774 - Oliver Goldsmith (43), Brits schrijver
- 1841 - William Henry Harrison (68), 9de president van de Verenigde Staten
- 1879 - Elizabeth Patterson (94), eerste vrouw van Jérôme Bonaparte en schoonzus van keizer Napoleon I
- 1905 - Constantin Meunier (73), Belgisch beeldhouwer, schilder en graficus
- 1921 - Egbert van Hoepen (86), Nederlands zeevaarder
- 1924 - Arnold Pick (72), Duits neuroloog en psychiater
- 1929 - Carl Benz (84), Duits uitvinder
- 1932 - Ottokar Czernin von und zu Chudenitz (59), Oostenrijk-Hongaars politicus en diplomaat
- 1932 - Wilhelm Ostwald (78), Duits chemicus
- 1933 - George Calnan (33), Amerikaans schermer
- 1959 - George Amick (34), Amerikaans autocoureur
- 1966 - Jimmy Daywalt (41), Amerikaans autocoureur
- 1967 - Héctor Scarone (68), Uruguayaans voetballer
- 1968 - Martin Luther King (39), Amerikaans dominee en burgerrechtenactivist
- 1972 - Sieuwert Bruins Slot (66), Nederlands politicus en hoofdredacteur
- 1972 - Stefan Wolpe (69), Amerikaans componist
- 1975 - Sven Rydell (70), Zweeds voetballer
- 1975 - Stephan Lucien Joseph van Waardenburg (75), Nederlands gouverneur
- 1976 - Harry Nyquist (87), Zweeds elektrotechnicus
- 1979 - Zulfikar Ali Bhutto (51), Pakistaans politicus
- 1980 - Han Groenewegen (91), Nederlands architect
- 1980 - Red Sovine (61), Amerikaans countryzanger
- 1982 - Arvo Närvänen (77), Fins voetballer
- 1983 - Gloria Swanson (84), Amerikaans actrice
- 1987 - C.L. Moore (76), Amerikaans schrijfster van sciencefiction
- 1990 - Bernhard Rensch (90), Duits bioloog en ornitholoog
- 1991 - Max Frisch (79), Zwitsers architect en schrijver
- 1991 - Paulo César Araújo (Pagão) (56), Braziliaans voetballer
- 1992 - Samuel Reshevsky (80), Pools-Amerikaans schaker
- 1994 - Olga Lowina (69), Nederlands zangeres
- 1996 - Barney Ewell (78), Amerikaans atleet
- 1996 - Dick van Rijn (82), Nederlands sportverslaggever
- 1999 - Faith Domergue (74), Amerikaans actrice[8]
- 2000 - Antenor Lucas (Brandãozinho) (74), Braziliaans voetballer
- 2001 - Wim van der Linden (60), Nederlands cineast, televisiemaker en fotograaf
- 2004 - Briek Schotte (85), Belgisch wielrenner
- 2005 - Jean Leering (71), Nederlands museumdirecteur en hoogleraar
- 2006 - Denis Donaldson (55), Noord-Iers politicus en spion
- 2006 - Herman Wagemans (88), Belgisch politicus
- 2007 - Bob Clark (67), Amerikaans filmregisseur, filmproducent en scenarioschrijver
- 2007 - Edward Mallory (76), Amerikaans acteur
- 2007 - Hannie Singer-Dekker (89), Nederlands politica en rechtsgeleerde
- 2009 - Ali Kurt Baumgarten (95), Duits kunstschilder
- 2009 - Fritzi Harmsen van Beek (81), Nederlands dichter en schrijver
- 2009 - Isolda Cresta (79), Braziliaans actrice
- 2009 - Netherwood Hughes (108), Brits oorlogsveteraan
- 2009 - Janusz Jędrzejewski (55), Pools componist
- 2009 - Jody McCrea (74), Amerikaans acteur
- 2009 - Anthony Mertens (62), Nederlands literatuurcriticus
- 2009 - Gonzalo Olave (25), Chileens acteur
- 2009 - Eduardo Parra (90), Chileens muzikant
- 2009 - Nelly Sindayen (59), Filipijns journaliste
- 2010 - Rudy Kousbroek (80), Nederlands schrijver
- 2010 - Sugar Lee Hooper (62), Nederlands zangeres
- 2011 - Scott Columbus (54), Amerikaans drummer
- 2011 - Frank Kooman (81), Nederlands poppenspeler en musicus
- 2012 - Anne Karin Elstad (74), Noors schrijfster
- 2012 - Hans Kreijns (83), Nederlands bridge-kampioen
- 2013 - Roger Ebert (70), Amerikaans filmrecensent
- 2013 - Carmine Infantino (87), Amerikaans striptekenaar
- 2013 - Vicente Jayme (84), Filipijns minister en topman
- 2014 - Anja Niedringhaus (48), Duits fotojournaliste
- 2014 - Mohammed Qutb (95), Egyptisch islamist en schrijver
- 2015 - Elmer Lach (97), Canadees ijshockeyer
- 2016 - Wim Brands (57), Nederlands dichter, journalist en presentator
- 2016 - Hans Daalder (87), Nederlands politicoloog
- 2016 - Chus Lampreave (75), Spaans actrice
- 2016 - Roger De Wulf (87), Belgisch politicus
- 2017 - Maria Pozsonec (77), Sloveens politica
- 2017 - Frank Schepke (81), Duits roeier
- 2018 - Ignace Pierre VIII Abdel-Ahad (87), Syrisch geestelijke
- 2018 - Ron Barbé (77), Nederlands burgemeester en dijkgraaf
- 2018 - Joop Boomsma (72), Nederlands schrijver, dichter en toneelschrijver
- 2018 - Johnny Valiant (71), Amerikaans professioneel worstelaar
- 2018 - Ray Wilkins (61), Brits voetballer
- 2020 - Jay Benedict (68), Amerikaans film-, televisie-, theater- en stemacteur
- 2020 - Philippe Bodson (75), Belgisch politicus, ondernemer en bestuurder
- 2020 - Rafael Leonardo Callejas (76), Hondurees politicus
- 2020 - Alex Harvey (73), Amerikaans countryzanger en componist
- 2020 - Arnold Heertje (86), Nederlands econoom
- 2020 - Marcel Moreau (86), Franstalig Belgisch schrijver
- 2021 - Tine Balder (97), Belgisch actrice
- 2021 - Ton Blok (76), Nederlands atleet en pikeur
- 2021 - Sugako Hashida (95), Japans scenarioschrijver
- 2021 - Eddy van der Maarel (87), Nederlands ecoloog en schrijver
- 2021 - Robert Mundell (88), Canadees econoom en Nobelprijswinnaar
- 2022 - Piet den Blanken (71), Nederlands fotograaf
- 2022 - Friedrich-Wilhelm Kiel (87), Duits politicus
- 2022 - Klaas Leyen (80), Nederlands muziekproducent
- 2023 - Dick de Bie (69), Surinaams minister
- 2023 - Bokito (27), Nederlands zilverruggorilla
- 2023 - Teke Bijlsma (86), Nederlands organist
- 2023 - Rudi van Dalm (96), Nederlands zanger
- 2023 - Birger Jensen (72), Deens voetballer
- 2023 - Lev Markiz (92), Russisch dirigent en violist
- 2024 - Bruce Kessler (88), Amerikaans autocoureur en film- en televisieregisseur
- 2025 - Friðrik Ólafsson (90), IJslands schaker
- 2025 - Jan Dirk van der Ploeg (98), Nederlands hoogleraar
- 2025 - Cor de Vos (78), Nederlands burgemeester

## Viering/herdenking

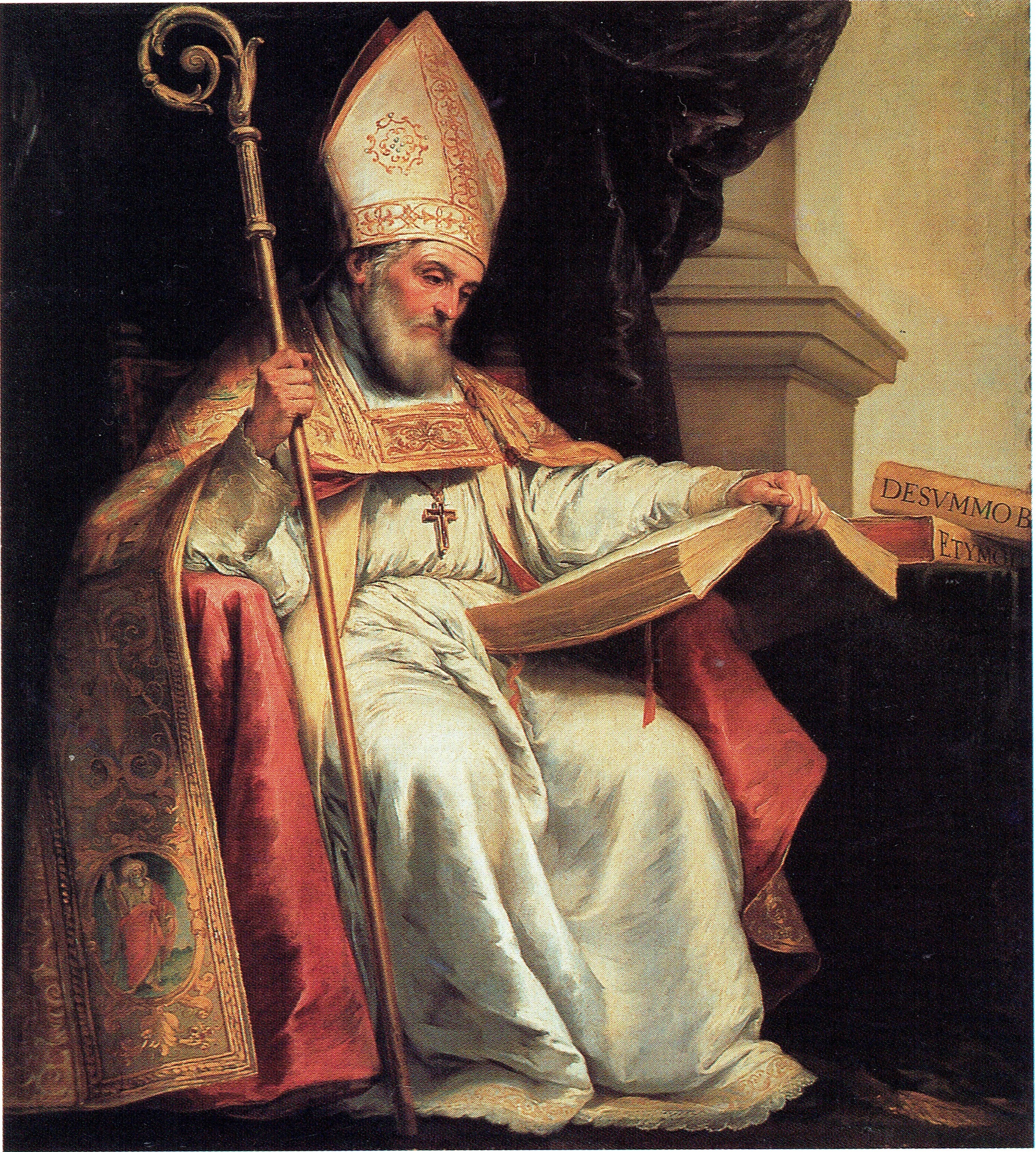
H. Isidorus van Sevilla

- In het Romeinse Rijk beginnen de Megalensia, feestdagen ter ere van de godin Cybele, die tot 10 april duren
- Pasen in 1627, 1638, 1649, 1706, 1779, 1790, 1847, 1858, 1915, 1920, 1926, 1999, 2010, 2021
- Internationale Dag Voor Aandacht Voor Mijnen En Hulp Bij Mijnenontmanteling.
- Onafhankelijkheidsdag in Senegal
- Rooms-katholieke kalender:
  - Heilige Isidoor van Sevilla, Patroon van de internetgebruikers († 636) - Vrije Gedachtenis
  - Heilige Gaetano Catanoso († 1963)
  - Heilige Hildebert van Gent († 752)
  - Heilige Benedictus de Afrikaan († 1589)
  - Zalige Alice de Montbard († vóór 1130)
  - Zalige Hendrik van Villers († 1090)
  - Zalige Francesco Marto († 1919)

## Weerextremen

### Nederland
| | Officiële records | Officiële records | Officiële records |      | Landelijke records | Landelijke records | Landelijke records |
| Gebeurtenis | Jaar              | Extreem           | Locatie           | Jaar | Extreem            | Locatie            |                    |
| --- | ----------------- | ----------------- | ----------------- | ---- | ------------------ | ------------------ | ------------------ |
| Laagste etmaalgemiddelde temperatuur (°C) | 1935              | 1,2               | De Bilt           |      | 1929               | −1,5               | Eelde              |
| Hoogste etmaalgemiddelde temperatuur (°C) | 1946              | 15,9              | De Bilt           |      | 1985               | 18,2               | Maastricht         |
| Laagste minimumtemperatuur (°C) | 1905              | −3,3              | De Bilt           |      | 1929               | −6,3               | Eelde              |
| Hoogste minimumtemperatuur (°C) | 2014              | 11,2              | De Bilt           |      | 2014               | 11,9               | Maastricht         |
| Laagste maximumtemperatuur (°C) | 1964              | 3,9               | De Bilt           |      | 1929               | 1,7                | Eelde              |
| Hoogste maximumtemperatuur (°C) | 1946              | 23,4              | De Bilt           |      | 1946               | 24,4               | Eelde              |
| Hoogste uurgemiddelde windsnelheid (m/s) | 1948-1949         | 15,9              | De Bilt           |      | 1989               | 21,6               | Huibertgat         |
| Hoogste windstoot (m/s) | 1951              | 20,6              | De Bilt           |      | 1994               | 29,3               | Vlissingen         |
| Langste zonneschijnduur (uur) | 2020              | 12,0              | De Bilt           |      | 2020               | 12,5               | Hupsel             |
| Langste neerslagduur (uur) | 1994              | 18,2              | De Bilt           |      | 1994               | 18,3               | Marknesse          |
| Hoogste etmaalsom van de neerslag (mm) | 1994              | 24,1              | De Bilt           |      | 1994               | 29,1               | Valkenburg ZH      |
| Laagste etmaalgemiddelde relatieve vochtigheid (%) | 1906              | 36                | De Bilt           |      | 1906               | 36                 | De Bilt            |
| Laagste uurwaarde luchtdruk op zeeniveau (hPa) | 1962              | 977,8             | De Bilt           |      | 1962               | 976,3              | De Kooy            |
| Hoogste uurwaarde luchtdruk op zeeniveau (hPa) | 1909              | 1037,2            | De Bilt           |      | 1909               | 1039,0             | Eelde              |
| Officiële records worden altijd gemeten op het KNMI-weerstation in De Bilt. Landelijke records kunnen worden gemeten op elk officieel KNMI-weerstation in Nederland. |                   |                   |                   |      |                    |                    |                    |

Uitzonderlijke gebeurtenissen
- 1962 - Officieel maandrecord laagste uurwaarde luchtdruk op zeeniveau in hPa van april gemeten in De Bilt: 977,8
- 2023 - Landelijk laagste etmaalgemiddelde temperatuur in °C van april dit jaar gemeten in Nieuw Beerta: 2,7
- 2023 - Officieel laagste minimumtemperatuur in °C van april dit jaar gemeten in De Bilt: −2,8
- 2024 - Officieel hoogste uurgemiddelde windsnelheid in m/s van april dit jaar gemeten in De Bilt: 9,0 (voorlopig). Samen met 5 en 9 april

### België
Dagrecords
- 1935 - Laagste etmaalgemiddelde temperatuur 1,1 °C
- 1946 - Hoogste etmaalgemiddelde temperatuur 18,6 °C
- 1929 - Laagste minimumtemperatuur −2,6 °C
- 1946 - Hoogste maximumtemperatuur 25 °C
- 1962 - Hoogste etmaalsom van de neerslag 16,8 mm

<< · 1 · 2 · 3 · 4 · 5 · 6 · 7 · 8 · 9 · 10 · 11 · 12 · 13 · 14 · 15 · 16 · 17 · 18 · 19 · 20 · 21 · 22 · 23 · 24 · 25 · 26 · 27 · 28 · 29 · 30 · >>